# 摩擦力矩
摩擦力矩是因二物體有接觸時，因摩擦力產生的力矩。其單位是牛頓米或是磅英尺。

## 工程
摩擦力矩可能會在工程上有破壞性的影響，因此有許多方法可以減少摩擦力矩的產生。例如滾珠軸承就是一個可以減小摩擦力矩的裝置。
有些工程應用也會用到摩擦力矩，例如螺絲或是螺栓都是設計可以用適當力矩可以鎖緊，而且其摩擦力也足以讓也會讓螺絲或是螺栓在使用時仍為鎖緊的狀態。尤其像固定輪子在車輛上的螺帽，或是會受到振動的設備，設計良好的螺絲、螺帽或螺栓可以避免因振動而鬆脫。

## 例子
- 在騎腳踏車時，若將前輪煞車，會因為地面和輪子之間的摩擦力矩而使腳踏車往前旋轉。
- 當高爾夫球落地時，會因為地面和高爾夫球的摩擦力矩而使高爾夫球旋轉。